# Alsómerse
Alsómerse (szlovákul: Nižný Mirošov, ukránul: Nizsnyij Mirosziv) község Szlovákiában, az Eperjesi kerület Felsővízközi járásában.

## Fekvése
Felsővízköztől 10 km-re északnyugatra, az Ondava bal partján fekszik.

## Története
A települést 1567-ben „Also Meraso” néven említik először. 1572-ben „Alsso Myresso”, 1618-ban „Also Miroso” alakban szerepel a forrásokban. Makovica várának uradalmához tartozott. 1787-ben 54 házában 296 lakos élt.
A 18. század végén Vályi András így ír róla: „Alsó, és Felső Mirosa. Két orosz falu Sáros Várm. földes Ura G. Áspermont Uraság, lakosaik katolikusok, és másfélék, fekszenek Meszticskához 3/4 órányira, földgyeik soványak, legelője, és fája tűzre elég van.”
1828-ban 47 háza és 356 lakosa volt. Lakói mezőgazdasággal, állattartással, és idénymunkákkal foglalkoztak. A 19. században kőbánya működött a községben.
Fényes Elek 1851-ben kiadott geográfiai szótárában így ír a faluról: „Alsó- és Felső-Mirossó, 2 orosz falu, Sáros vmegyében, a makoviczi uradalomban, Zboró fil., 18 rom., 1136 gör. kath., 6 zsidó lak. F. Mirossón görög kath. plebánia van. Ut. p. Orlik.”
1920 előtt Sáros vármegye Felsővízközi járásához tartozott.
A háború után sokan elköltöztek a községből. A második világháború során súlyos károkat szenvedett. A faluban fűrésztelep és malom működött. Lakóinak többsége a mezőgazdaságból élt.

## Népessége
| Év:            | 1994. | 2004.    | 2014.   | 2024.   |
| -------------- | ----- | -------- | ------- | ------- |
| Emberek száma: | 220   | 257      | 258     | 265     |
| Eltérés:       |       | +16,81 % | +0,38 % | +2,71 % |

| Év:            | 2023. | 2024.   |
| -------------- | ----- | ------- |
| Emberek száma: | 259   | 265     |
| Eltérés:       |       | +2,31 % |

1910-ben 319, túlnyomórészt ruszin lakosa volt.
2001-ben 249 lakosából 167 szlovák 66 ruszin és 12 ukrán volt.
2011-ben 246 lakosából 150 szlovák, 70 ruszin és 12 ukrán.

## Nevezetességei
- A falu 1926-ban épített görögkatolikus fatemplomáról híres.